# Каслвуд (Вирџинија)
Каслвуд (енгл. Castlewood) насељено је место без административног статуса у америчкој савезној држави Вирџинија.

## Демографија
По попису из 2010. године број становника је 2.045, што је 9 (0,4%) становника више него 2000. године.
| Група             | 2000.         | 2010.         |
| Белци             | 1.997 (98,1%) | 1.960 (95,8%) |
| Афроамериканци    | 19 (0,9%)     | 28 (1,4%)     |
| Азијати           | 0 (0,0%)      | 2 (0,1%)      |
| Хиспаноамериканци | 9 (0,4%)      | 36 (1,8%)     |
| Укупно            | 2.036         | 2.045         |